# Josep Lagares

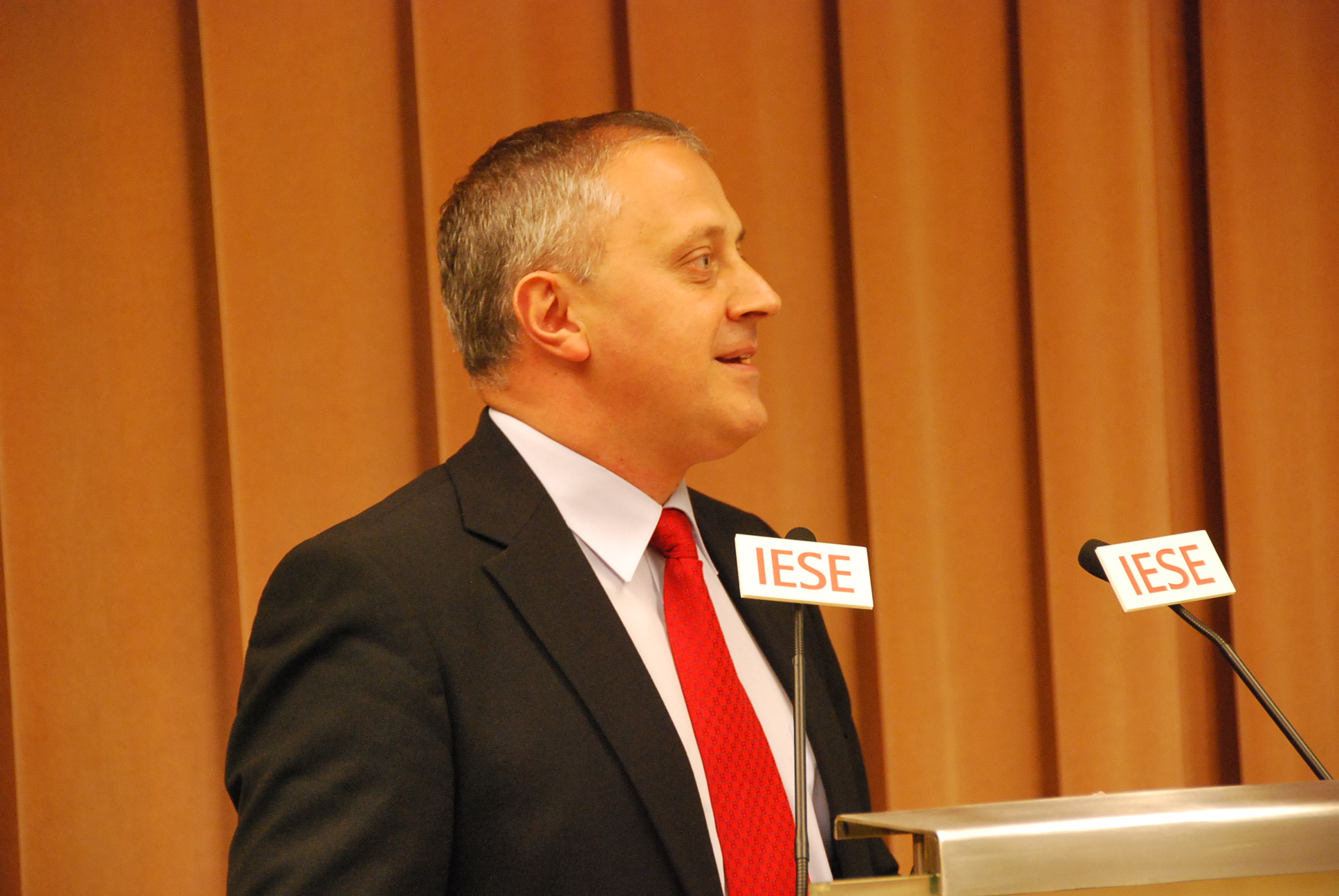
Josep Lagares en la presentación del libro Plan de Vuelo, en el IESE de Barcelona.

Josep Lagares Gamero (Besalú, Gerona, 1963) es un empresario gerundense, Ingeniero Químico por el Instituto Químico de Sarriá (IQS), Máster en Gestión y Organización de Empresas por la Universidad Politécnica de Cataluña, PADE por el IESE y EP por la Singularity University (Estados Unidos).
En 1988, Lagares se incorpora como tecnólogo en Metalquimia, empresa española ubicada en Gerona, de capital 100% familiar, dedicada al estudio de la Ciencia y la Tecnología de la carne, que exporta tecnología de proceso, con más del 90% de sus operaciones en los mercados internacionales.

En 1996 accede a la Dirección General de esta empresa, que ha recibido el Premio Príncipe Felipe a la Excelencia Empresarial (2006/2007), el Premio a la Internacionalización (2006), concedido por el semanario económico Dossier Economic y los Premios a la Tecnología (1992 y 2001), concedidos por la Generalidad de Cataluña. Lagares ha formado o forma parte de diferentes juntas y consejos de importancia a nivel nacional, como lo fue formar parte del jurado del Premio Príncipe Felipe a la Excelencia Empresarial (año 2008) o los Premios IMPULSA de la Fundación Príncipe de Girona (años 2010 y 2011). 

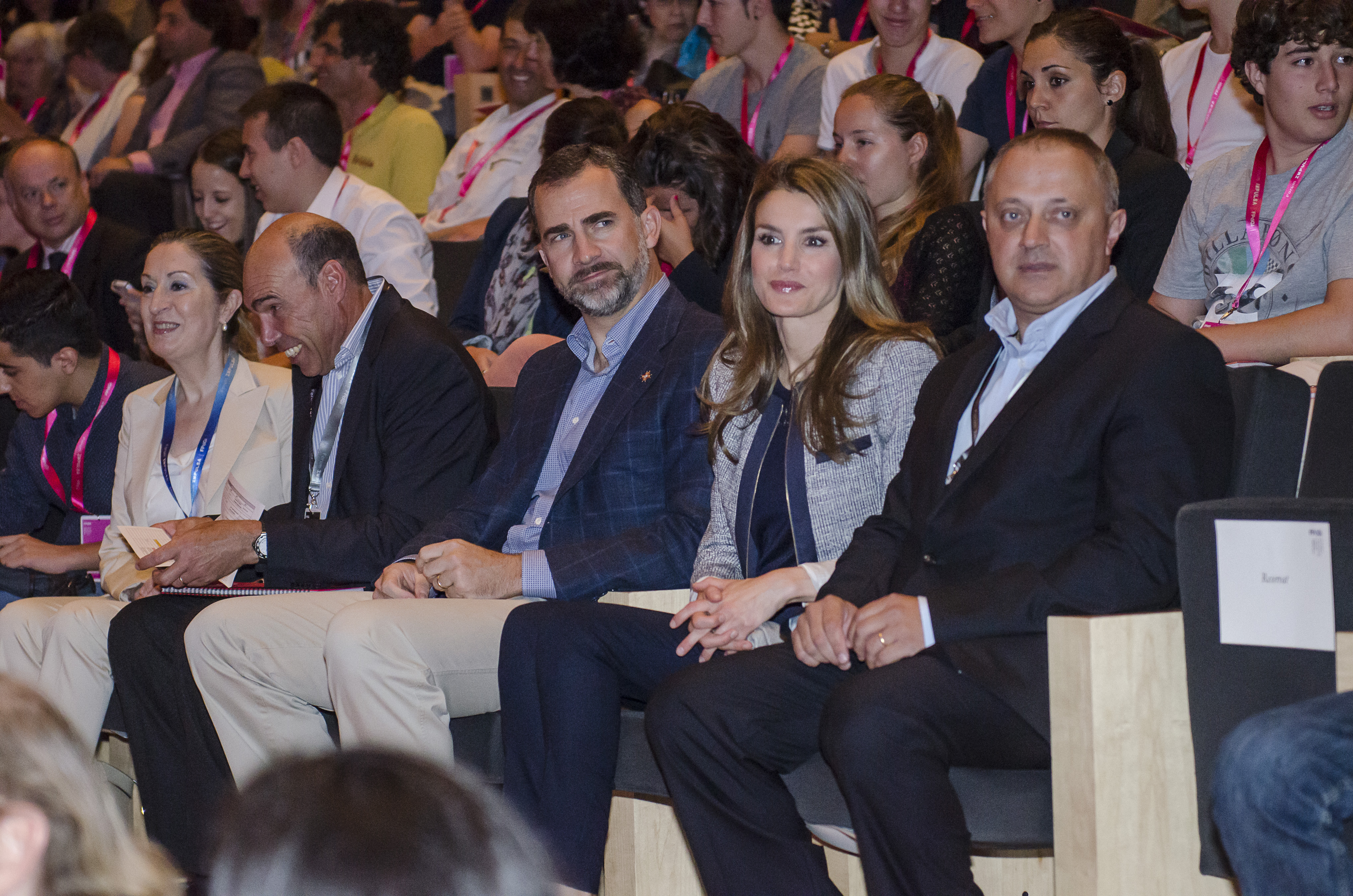
Forum Impulsa 2013 Los Príncipes de Asturias y de Girona, Antoni Esteve y Josep Lagares en la apertura del evento

En julio de 2015 accede al cargo de Presidente ejecutivo de Metalquimia.
En 2008 fue el impulsor y patrocinador de la Orquesta Sinfónica de Cobla y Cuerda de Cataluña SCCC, que desde su fundación ha editado doce discos y ha actuado en los Auditorios de Gerona, Lérida, Olot, Figueras, Terrassa, Palau de la Música Catalana y Gran Teatro del Liceo en Barcelona, y otros. Asimismo, la SCCC ha protagonizado los conciertos de Navidad y Año Nuevo de 2010, 2011, 2021, 2022 y 2023 de Televisión de Cataluña y ha sido merecedora del Premio Enderrock al mejor disco de música clásica en las ediciones 2017, 2018, 2019, 2021 y 2024. En el marco de la actividad de esta Orquesta, Josep Lagares realizó el encargo de la ópera contemporánea Llull, sobre la figura de Ramon Llull, con libreto de Jaume Cabré y música de Francesc Cassú. La ópera se estrenó en el Auditorio de Girona en noviembre de 2018.

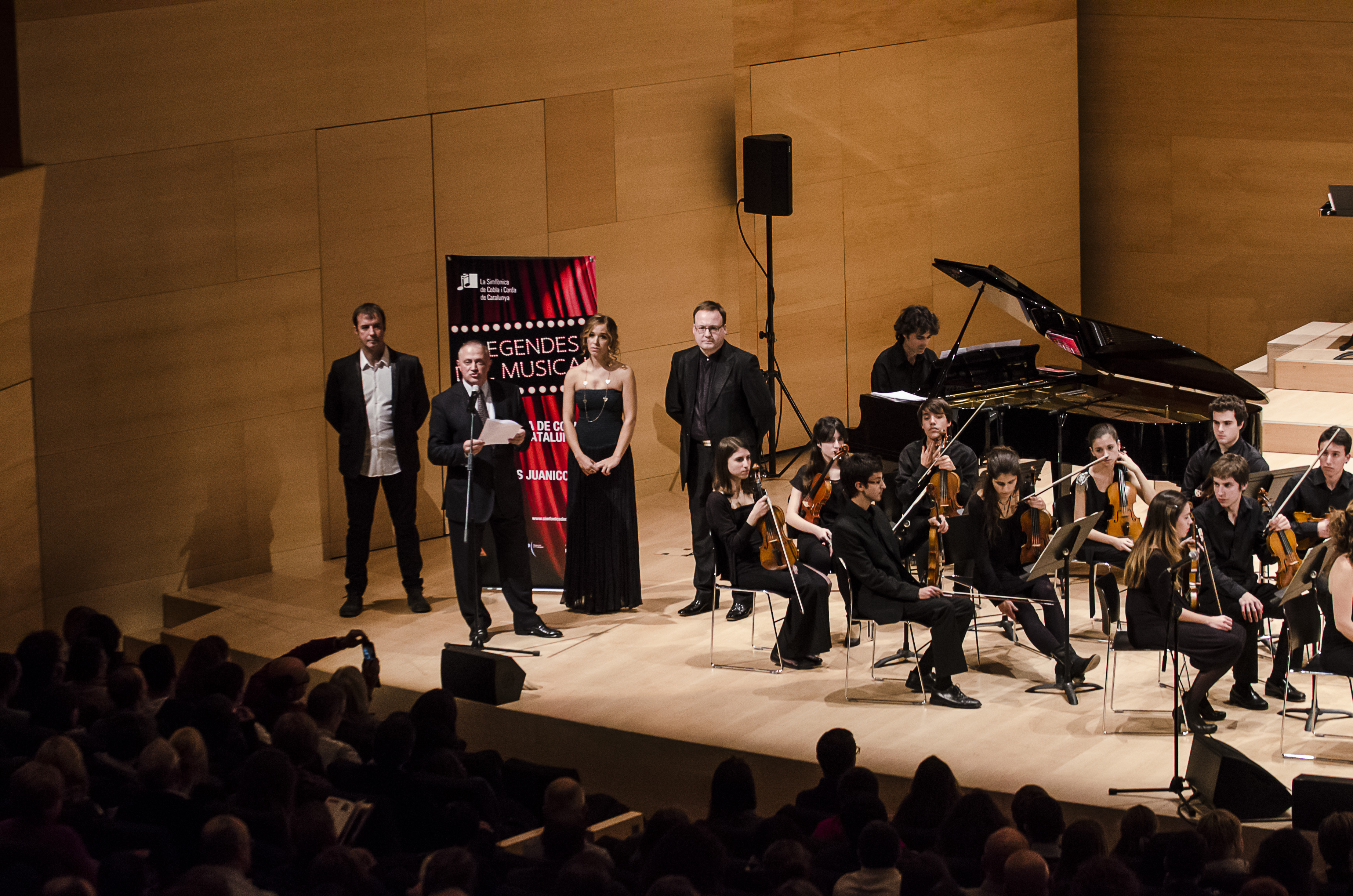
Concierto de la SCCC en noviembre de 2013, Auditorio de Girona

En mayo de 2009 publicó su primer libro Plan de vuelo: la gran Aventura de la Empresa Familiar en colaboración con otros autores. En noviembre de 2024 publicó su segundo libro TIME-OUT : Creativación o Extinción, es nuestra elección…, en el que el autor  presenta metodologías de Creatividad e Innovación como solución para sobrevivir en un mundo repleto de retos existenciales.
En septiembre de 2009 fue nombrado miembro del Consejo Catalán de Investigación e Innovación (en catalán CCRI Consell Català de Recerca i Innovació),  un grupo conformado por 14 expertos internacionales del mundo académico y empresarial cuya misión es asesorar al Gobierno de la Generalidad de Cataluña acerca del Sistema catalán de Investigación e Innovación y la implementación de sus políticas. Ha sido asimismo miembro del Consejo Científico y Asesor del IRTA (Instituto de Investigación y Tecnología Agroalimentarias).
En el período 2009 - 2013  fue vicepresidente de la Fundación Príncipe de Girona, presidida por el entonces Príncipe Felipe, cuyo objetivo fundacional es aportar valor social a través del impulso, el apoyo y la promoción de la juventud en los ámbitos de la iniciativa social, científico-tecnológica, cultural-deportiva y empresarial. Fue Presidente del Comité Organizador del Fórum IMPULSA  de la Fundación Príncipe de Girona, hoy Princesa de Girona, en sus primeras cuatro ediciones 2010, 2011, 2012 y 2013. En el año 2013 fue merecedor del Premio AIJEC 2012 (Asociación Independiente de Jóvenes Empresarios de Cataluña, en la categoría de Trayectoria Empresarial.
En el año 2013, junto a un grupo de empresarios, impulsó la Fundación Privada para la Creativación , y fue nombrado Presidente Ejecutivo de la misma. En 2018 pasó a ser nombrado Presidente de Honor de dicha Fundación. La Fundación para la Creativación tiene la misión de promover, en la etapa escolar, la capacidad de ser creativos para innovar. Desde 2014 es vicepresidente de la Fundación Metalquimia, dedicada a promover diferentes actividades culturales, formativas y educativas.
Lagares formó parte del Equipo de Paracaidistas WORLD TEAM 99, que consiguió el récord mundial de paracaidismo de Grandes Formaciones en caída libre, con una formación de 282 paracaidistas en diciembre de 1999 en Ubon Ratchathani (Tailandia). Asimismo, formó parte del equipo Arizona 300-Way, que consiguió el récord mundial de Grandes Formaciones en caída libre en diciembre de 2002 en Eloy (Arizona, Estados Unidos), con una formación de 300 paracaidistas.

### Publicaciones
- Web Premios Príncipe Felipe
- Informaciónde Europa Press acerca del CCRI
- Noticia publicada por la Cadena Ser acerca de la primera reunión de la Fundación Príncipe de Girona (enlace roto disponible en Internet Archive; véase el historial, la primera versión y la última).